# DIP-DOS
DIP-DOS – opracowany przez firmę Distributed Information Processing (DIP) system operacyjny, zainstalowany w pamięci ROM komputerów Atari Portfolio. System ten jest kompatybilny z MS-DOS-em 2.11, jednak posiada kilka cech, które różnią go od pierwowzoru, a wynikają ze specyfiki Portfolio, np. brak poleceń zewnętrznych (wszystkie komendy są wbudowane w pamięć ROM). Dodane też zostało polecenie app, pozwalające na wywoływanie wbudowanych w urządzenie aplikacji bezpośrednio z linii poleceń.